# ISO 3166-2:AG

Mapa administrativního dělení ostrovů Antigua a Barbuda

Kódy ISO 3166-2 pro Antiguu a Barbudu identifikují 6 farností a 2 dependenci. První část (AG) je mezinárodní kód pro Antiguu a Barbudu, druhá část sestává ze dvou číslic identifikujících farnost či dependenci.

## Seznam kódů
| kód   | název jednotky | typ jednotky |
| ----- | -------------- | ------------ |
| AG-03 | Saint George   | farnost      |
| AG-04 | Saint John's   | farnost      |
| AG-05 | Saint Mary     | farnost      |
| AG-06 | Saint Paul     | parish       |
| AG-07 | Saint Peter    | farnost      |
| AG-08 | Saint Philip   | farnost      |
| AG-10 | Barbuda        | dependence   |
| AG-11 | Redonda        | dependence   |

## Změny
- Věstník I-8 Archivováno 30. 3. 2012 na Wayback Machine. přidává administrativní členění (6 farností, 1 dependence)
- Věstník II-2 přidává dependenci Redonda